# أصدقاء مع امتيازات (فلم)
أصدقاء مع امتيازات هو فيلم كوميديا رومانسية أمريكي من إخراج هل غلوك، وبطولة ميلا كونيس، جستين تيمبرلك، وودي هارلسون، إيما ستون، وباتريشيا كلاركسون. وبدأ التصوير يوم 13 يوليو من 2010 في نيويورك وانتهت في سبتمبر من في نفس العام في لوس انجليس.

## الاستقبال

### شباك التذاكر
صداقات مع الفوائد حقق 18500000 $ في الأسبوع الأول من عرضه في دور السينما في الولايات المتحدة. ووفقا لدراسة أجراها الموزع سوني بيكتشرز 62 ٪ من المشاهدين نساء و56 ٪ في العشرينات من العمر سجل الفيلم عائدات بقيمة 55802754 $ في الولايات المتحدة و55.6 مليون دولار أمريكي في البلدان العالم

## جوائز
| Award                                  | Category                         | Nominee       | Result |
| -------------------------------------- | -------------------------------- | ------------- | ------ |
| حفل توزيع جوائز اختيار المراهقين 2011 ‏ | Choice Summer: Male Movie Star   | جستين تيمبرلك | رُشِّح    |
| حفل توزيع جوائز اختيار المراهقين 2011 ‏ | Choice Summer: Female Movie Star | ميلا كونيس    | رُشِّح    |

## روابط خارجية
- مقالات تستعمل روابط فنية بلا صلة مع ويكي بيانات